# Acer cadevalli
Acer cadevalli é uma espécie de árvore do gênero Acer, pertencente à família Aceraceae.